# FLAC
FLAC（フラック、Free Lossless Audio Codec）は、オープンフォーマットの可逆圧縮音声ファイルフォーマットである。

## 概要
可逆圧縮であるため、元の音声データからの音質の劣化が無い。2015年現在、Oggプロジェクトの可逆圧縮コーデックとして採用されている。通常のFLACファイル (.flac/.fla) だけでなく、Oggファイル (.oga/.ogg) やMatroskaファイル (.mkv/.mka) などのメディアコンテナに格納することもできる。
一部の変換ソフトには、無圧縮形式に変換可能なFLAC Uncompressedというオプションが用意されている。
量子化ビット数は4bit - 32bit、サンプリング周波数は1Hz - 1048575Hz、チャンネル数は1ch - 8chをサポートしている。
リファレンス実装はオープンソースとして開発されており、ライセンスに関しては以前はGPLが適用されていたが、Oggプロジェクトに加わった際にコアライブラリは修正版BSDライセンスへ変更された。
ハイレゾ音源の配信によく使われるが、FLACは前述の通りハイレゾ以外の音声データも格納できるため、CDからのリッピングなど元の音源の種類によってはこの限りではない。
2024年12月、FLACはRFC 9639で正式に規格化された。

## 特徴
- エンコード・デコードが速い
- 非対称なエンコード/デコード速度[4]
  - エンコード時間は圧縮率を上げるほど長くなる[5]
  - デコード時間は圧縮率にほとんど影響されない[5]
- シークが速い
- データ構造がエラーに強い[注釈 4]
  - 前後のフレームに依存しないストリーマブルな構造であり、壊れた不完全なファイルでも実際に破損している箇所以外はデコードすることができる。
- オープンフォーマットの可逆圧縮音声フォーマットとして広く使われており、商用でも採用される例が増えている
  - 一例として、アメリカの名門オーケストラ・フィラデルフィア管弦楽団は自らの楽団の演奏音源をオンラインストアで販売しているが、FLACのファイルも購入が可能になっている。
  - メタルバンドであるメタリカが自らのライヴ演奏音源を販売しているオンラインストアも、FLACのファイルの購入が可能になっている。
  - ナイン・インチ・ネイルズのアルバム「Ghost I-IV」（$5でダウンロード販売）、「The Slip」（無料ダウンロード）はFLAC形式も入手可能となっている。
  - この他にも2009年3月時点では、マージ・レコード、Linn Records、Deutsche GrammophonなどがFLACファイルのダウンロード販売を行っている。
  - ビートルズの2009年リマスターCD発売の際、USBメモリ版も発売され、FLAC形式の24bit高音質版が収録された。
  - 2010年7月7日よりオンキヨーが運営（後にXandrie Japanへ譲渡）するe-onkyo musicでFLAC形式の楽曲の配信が始まった[6]。
  - 携帯音楽プレーヤーでは、Cowon製品、Creative Zen、ソニー・ウォークマンの2012年以降の国内及び欧米モデルの一部[7]などが対応している。据え置き型のネットワークメディアプレーヤー、一部のAVアンプ、高機能なBDプレーヤーなどにも対応する製品がある。
  - Windows 10以降のWindowsより、Windows Media PlayerやGrooveミュージックでは競合規格であるApple Lossless と共に再生がサポートされている。[8]
  - 2017年現在[いつ?]市販されているカーオーディオでは対応しているものが多い。
  - 2013年10月17日よりソニーグループのレーベルゲートが運営するmoraでFLAC形式の楽曲の配信が始まった[9]。
  - 2023年2月現在、OMデジタルソリューションズ（旧・オリンパス 映像事業部）から発売された携帯型リニアPCMレコーダー「OLYMPUS LS-P4」（希望小売価格19,800円、2022年7月販売終了）、および「OM SYSTEM LS-P5」（希望小売価格26,400円、2022年9月9日販売開始）はいずれも一連のリニアPCMレコーダーとしては有数のFLACを用いた自己録音・再生に対応している。
- Wave64, RF64 (英RF64) フォーマットのサポートにより、4GB以上のリニアPCMデータに対応

## 利用例
- 音楽CDを一つのMKAファイルにまとめる（アルバム化）
  - (flac+cue).mka

- 動画の音声部分としての利用
  - (Theora+FLAC).ogv
  - (DivX+FLAC).mkv

- (FLAC).flac
- (FLAC).fla
- (FLAC).oga
- (FLAC).mka

## FLAC Uncompressed
FLACには無圧縮形式への変換がオプションとして用意されている。可逆圧縮形式のFLACと区別するために、無圧縮形式のFLACをFLAC Uncompressedとしている。
変換にはdBpowerAmpやXrecode II、Xrecode 3などの変換ソフトが必要。